# 藤浪村
藤浪村（ふじなみむら）は、かつて愛知県海東郡にあった村。
現在の愛西市の一部（北河田町・南河田町・諏訪町・根高町・見越町・小津町など）に該当する。

## 歴史
- 1889年（明治22年）10月1日 - 北河田村、南河田村、諏訪村、根高村、見越村、小津村が合併し、藤浪村が発足。
- 1906年（明治39年）7月1日 - 諸古村、勝幡村、川淵村、草場村と合併し、佐織村が発足。同日藤浪村は廃止。

## 教育
- 藤浪尋常小学校

1907年に諸古尋常小学校と統合され北河田尋常小学校。1917年に佐織高等小学校と統合され佐織尋常高等小学校となったが、1923年に北河田尋常小学校として分立。現・愛西市立北河田小学校。